# By Whose Hand? (film 1914)
By Whose Hand? è un cortometraggio muto del 1914 diretto da Warwick Buckland. Nel Regno Unito è conosciuto anche con il titolo The Mystery of Mr. Marks.

## Produzione
Il film fu prodotto dalla Hepworth.